# Echinopsis pachanoi
Echinopsis pachanoi, conhecida como Wachuma e Cactos São Pedro, é um cacto de crescimento rápido originário dos Andes. de 2000 a 3000 m de altitude. E encontrado na  Argentina, Bolívia, Chile, Equador e Peru, e é cultivado em outras partes do mundo. Os usos para isso incluem medicina tradicional e medicina veterinária tradicional, e é amplamente cultivada como um cacto ornamental. Ele tem sido usado para cura e adivinhação religiosa na região dos Andes por mais de 3.000 anos. É por vezes confundido com seu parente próximo  Echinopsis peruviana  (cacto de tocha peruana).
Wachuma significa, na língua Quíchua, "ébrio e consciente". O nome Cacto São Pedro tem origem no catolicismo, quando fala-se de morte, em alusão à transcendência que a planta proporciona com o papel de São Pedro do cristianismo. Estudos arqueológicos remetem a origem do seu uso a pelo menos 2.000 anos na cultura Chavin. Já foram identificadas algumas variedades ou adaptações as diversas regiões andinas no sul do Equador (Var. KK339 e KK591) e norte do Peru (Var. KK2150).

## Taxonomia
Echinopsis pachanoi é conhecido por muitos nomes em toda a América do Sul como achuma, huachuma, wachuma, aguacolla, hahuacollay, ou giganton .

## Descrição

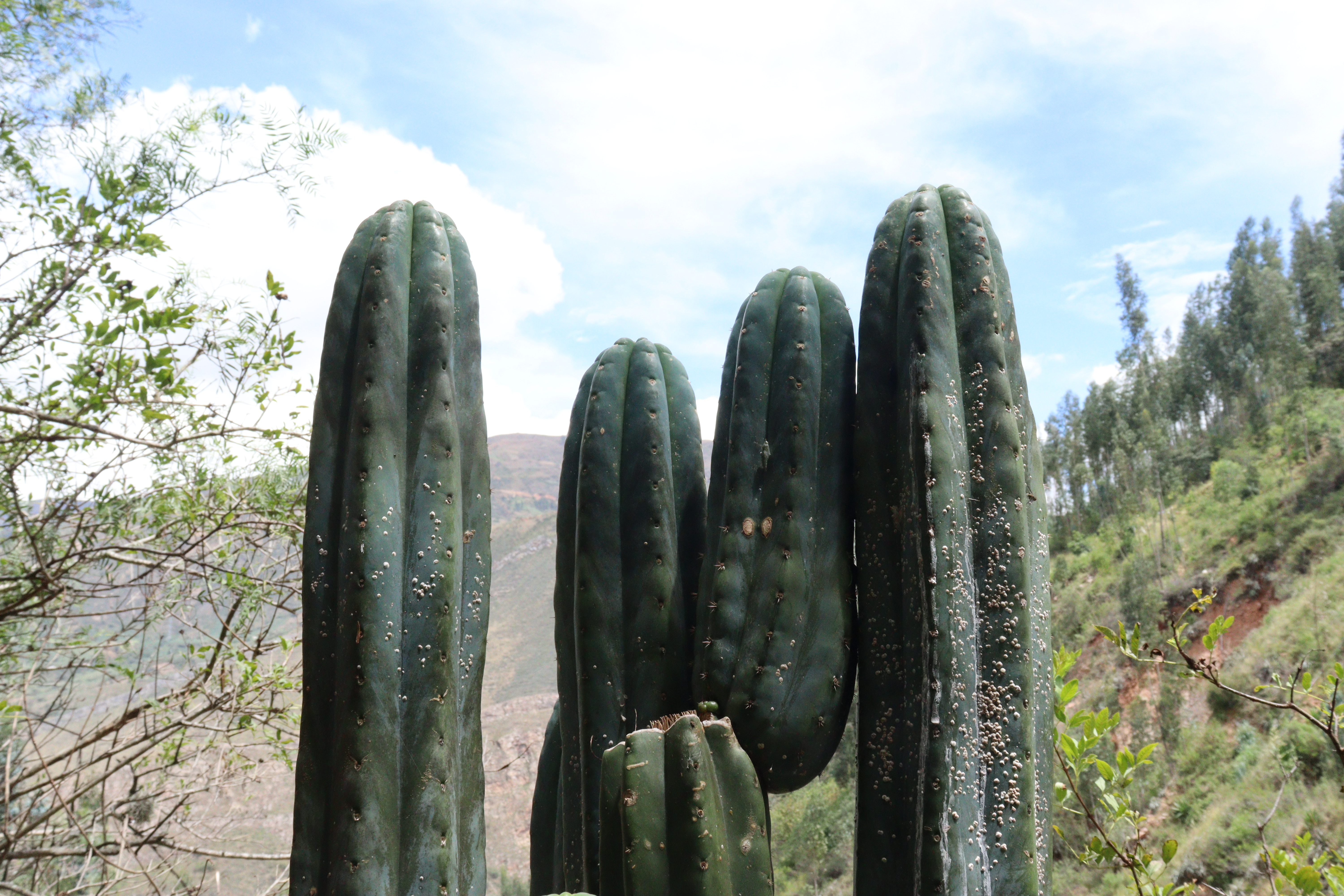
Echinopsis pachanoi

Echinopsis pachanoi é nativa do Equador e do Peru. Suas hastes são de verde-claras a verde-escuras, às vezes glaucosas, com um diâmetro de 6 a 15 cm e geralmente de 6 a 8 costelas. As areolas esbranquiçadas podem produzir até sete espinhos amarelos a castanhos, cada um com até 2 cm de comprimento; a planta é às vezes sem cólon.  As aréolas estão espaçadas uniformemente ao longo das costelas, com aproximadamente 2 cm de distância. Echinopsis pachanoi é normalmente de 3 a 6 m de altura e tem vários ramos, geralmente se estendendo da base. O espécime mais alto registrado é de 12,2 m de altura. Flores brancas são produzidas no final das haste, que abrem à noite. As flores são grandes, com cerca de 19 a 24 cm de comprimento e um diâmetro de até 20 cm. Há pêlos pretos ao longo do comprimento do tubo que leva à flor. Frutas verdes escuras e oblongas são produzidas após a fertilização, com cerca de 3 cm de diâmetro e 5 - 6 cm de comprimento.

## Uso tradicional

Hordenina, um alcaloide encontrado no Echinopsis pachanoi

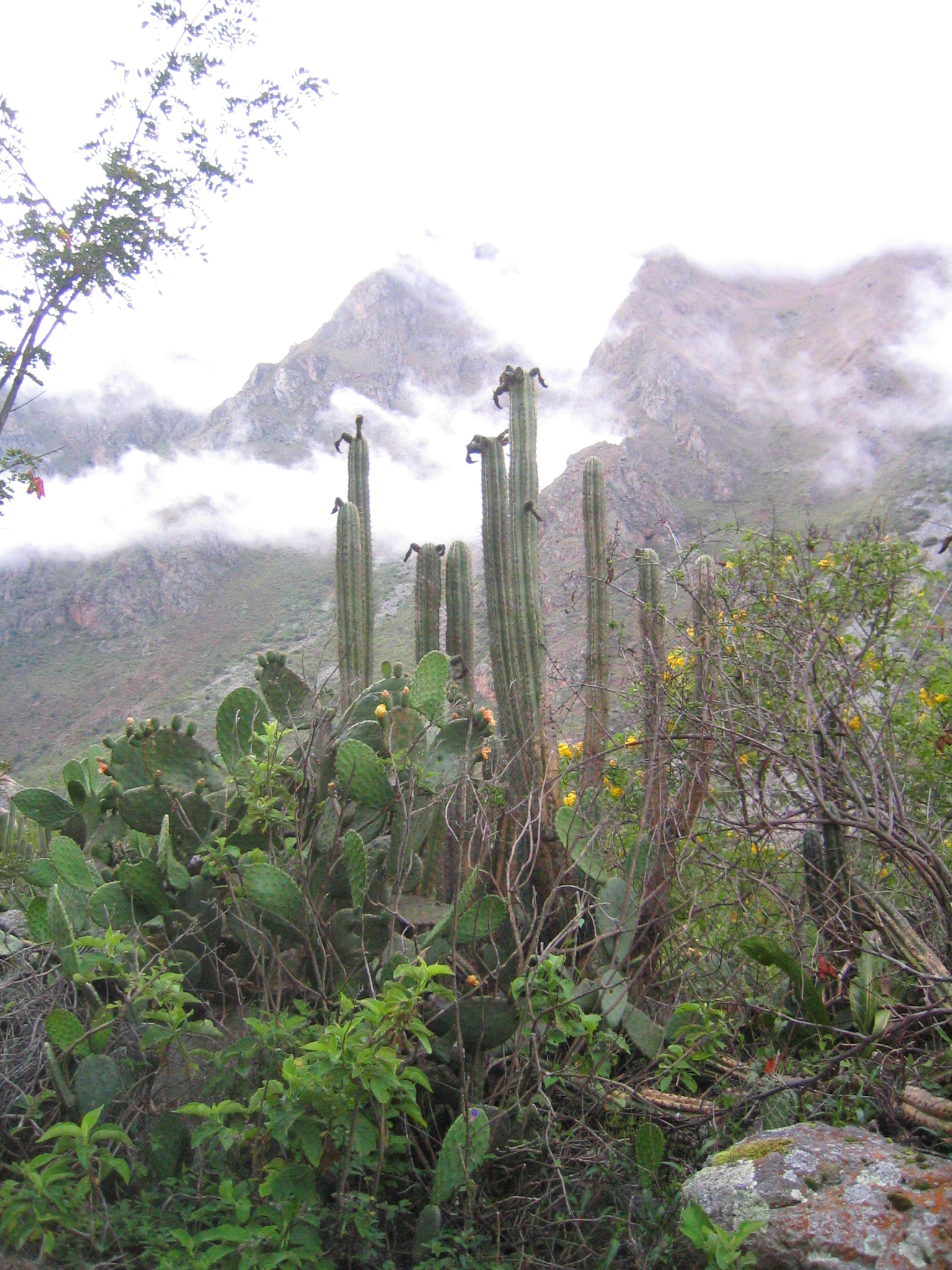
Echinopsis pachanoi, ou cacto de São Pedro, o cacto alto no meio do primeiro plano, em seu habitat natural no Peru

Echinopsis pachanoi tem uma longa história de uso na medicina tradicional andina. Estudos arqueológicos encontraram evidências de uso desde dois mil anos, até a cultura Moche no Peru. Embora as autoridades da igreja Católica após a conquista espanhola terem tentado suprimir seu uso, isso falhou, como mostrado pelo elemento cristão no nome comum "cacto São Pedro" - São Pedro cacto. O nome é atribuído à crença de que, assim como São Pedro detém as chaves para o céu, os efeitos do cacto permitem que os usuários "alcancem o céu enquanto ainda estão na terra".

## Alcalóides

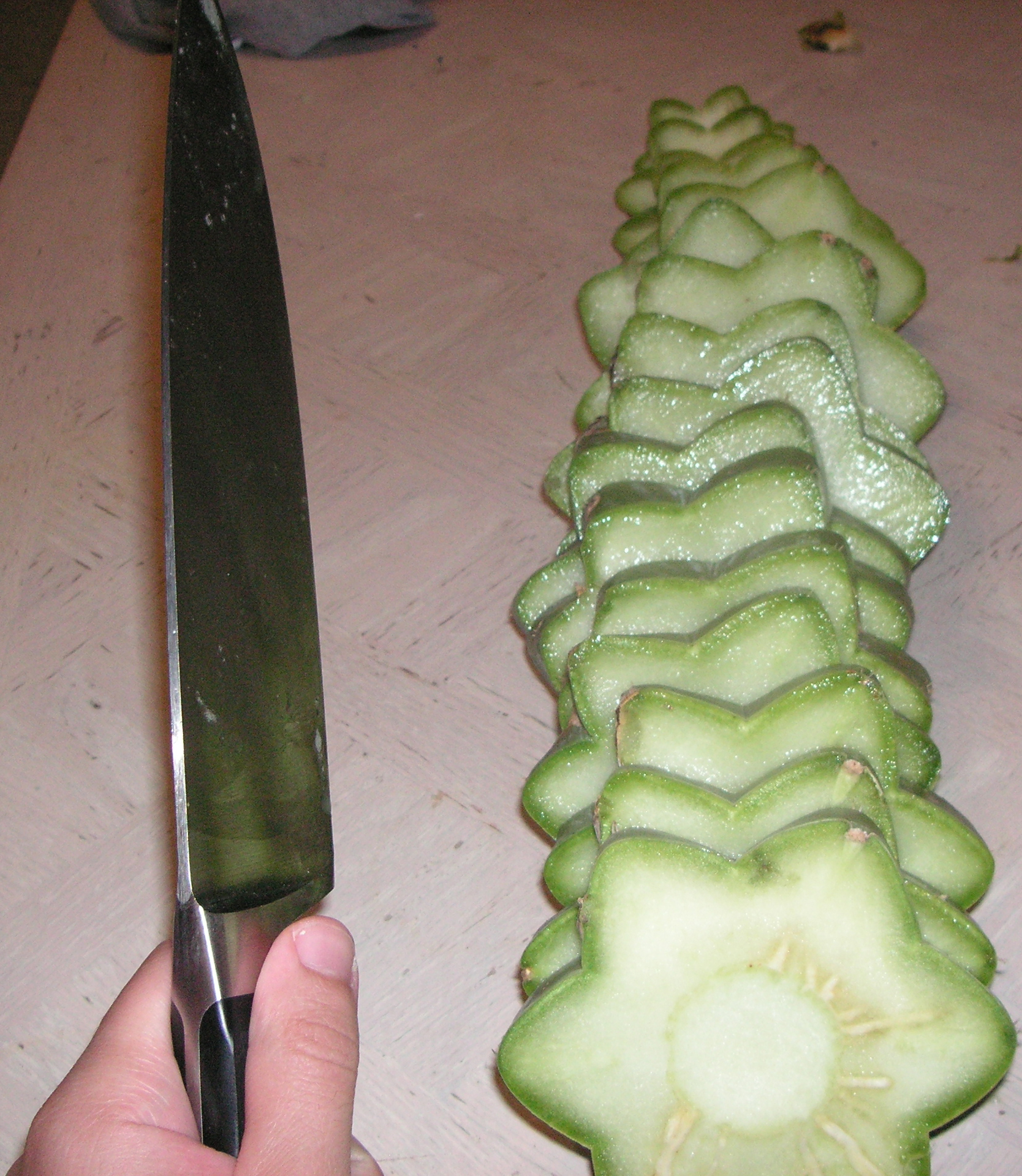
Fatias de São Pedro cactus para serem preparadas

O cacto de San Pedro contém vários alcalóides, incluindo o químico mescalina bem estudado (0,21-1,8%), e também 3,4-dimetoxifenetilamina, 3-Metoxitiramina, 4-hidroxi-3-metoxifenetilamina, 4-hidroxi-3,5-dimetoxifenetilamina, anhalonidina, anhalinina, hordenina, and tiramina.
Mescalina (3,4,5-trimetoxifenetilamina) é uma droga psicodélica e enteogênico, que também é encontrada em algumas outras espécies do gênero Echinopsis (i.e. Echinopsis lageniformis, Echinopsis peruviana, e Echinopsis scopulicola) e a espécie Lophophora williamsii (ou peiote).
Evidências sugerem que a maior concentração de substâncias ativas é encontrada na camada de tecido fotossintético verde logo abaixo da pele.
Existem várias técnicas de extração de mescalina, simples (fervendo em água 5 a 7 horas) e complexo (como uma extração ácido-base), a última técnica produzindo um material com uma concentração significativamente maior de mescalina.

## Efeitos
Segundo Trenary K. autor do livro "História da mescalina", o uso ritual desse cacto (Trichocereus pachanoi) foi documentado pela primeira vez, no Equador em 1945, identificando a mescalina como seu elemento ativo.
Os efeitos experimentados devem-se tanto ao contexto ritual em que é empregado como a uma substância chamada mescalina, presente nessa e em outras plantas, sendo a mais conhecida o peiote, também um cactus. A dose eficaz para a mescalina é de 300 a 500 mg e os efeitos duram aproximadamente de 10 a 12 horas.

## Cultivo

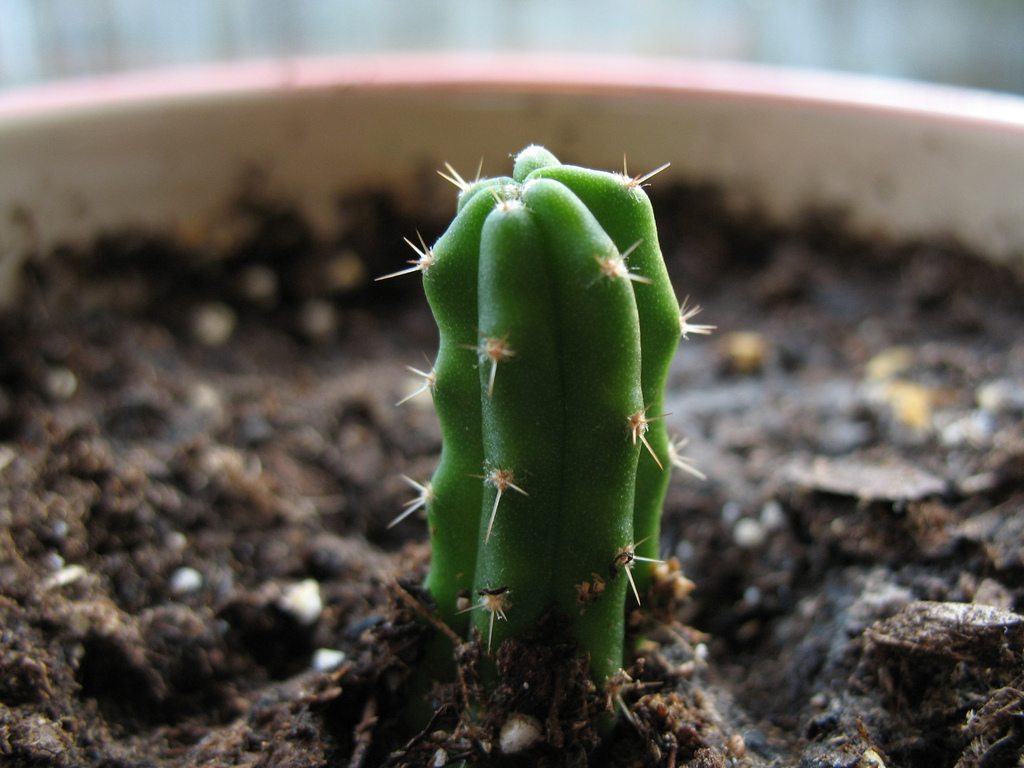
Uma muda recentemente plantada de um corte de Echinopsis pachanoi (cacto São Pedro)

O cacto de San Pedro cresce em USDA zona de robustez s 8b a 10.
O cacto de San Pedro é muito fácil de crescer na maioria das áreas e cresce melhor em um clima temperado. Por crescer naturalmente na Cordilheira dos Andes em altitudes elevadas e com alta pluviosidade, pode resistir a temperaturas muito inferiores às de muitos outros cactos. Requer solo fértil e de drenagem livre. Eles medem meio metro por ano de novo crescimento. Eles são suscetíveis a doenças fúngicas se forem excessivamente regados, mas não são tão sensíveis quanto muitos outros cactos, especialmente em climas quentes.
Eles podem ser queimados pelo sol e exibir uma reação clorótica amarelada à superexposição à luz solar.No inverno, as plantas iram debilitar, ou tornam-se finas, devido aos baixos níveis de luz. Isso pode ser problemático se a zona estiolada não for forte o suficiente para suportar o crescimento futuro, já que o cacto pode quebrar em ventos fortes.

### Propagação por cortes
Como muitas outras plantas,  Echinopsis pachanoi  pode ser propagado a partir de estacas. O resultado é um clone genético da planta-mãe. Alguns clones muito apreciados pelos colecionadores são Ogunbodede, Vilcabamba A e Yowie. Um método de propagação de cultivares específicos é enxertar pequenas mudas em cactos maiores.
Uma longa coluna de cactos pode também ser deitada de lado no chão (como um tronco), e eventualmente raízes brotam dela e crescem no solo. Depois do tempo, os brotos se formarão e as colunas dos cactos crescerão para cima ao longo de seu comprimento.

### Por sementes

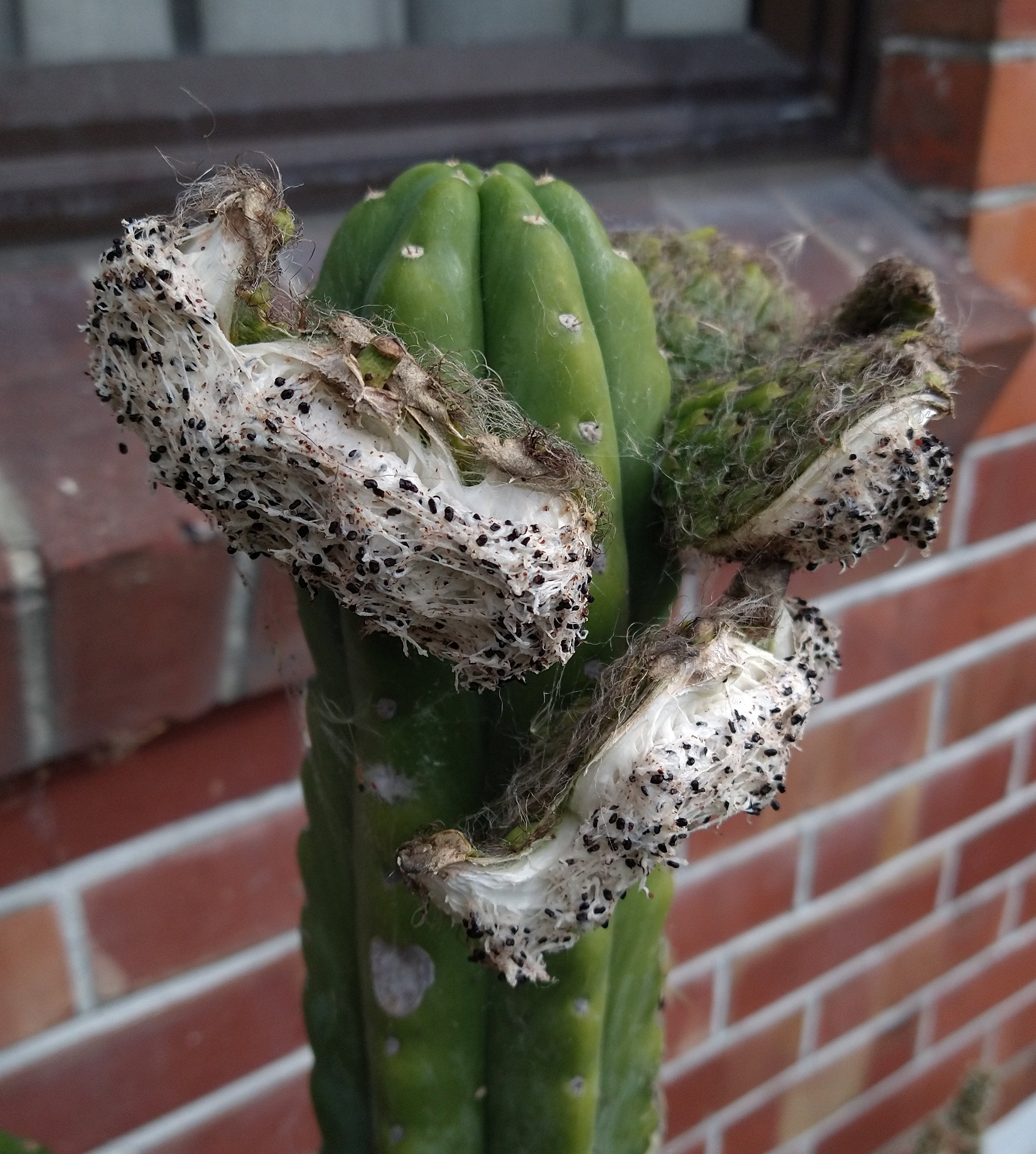
Frutos com sementes

Como muitos de seus parentes "Trichocereus pachanoi" como uma espécie é facilmente cultivada a partir de sementes, muitas vezes por um método que é chamado em inglês da "'Takeaway Tek"' '. Este termo refere-se à prática da semeadura de sementes de Trichocereus (e algumas vezes outros tipos de cactos) em recipientes de plástico, tais como muitos alimentos são entregues(descartáveis ou de freezer com corpo e tampa transparentes) onde as sementes são distribuídas num substrato adequado e umedecido levemente e tampado, então posto em um local com iluminação indireta do sol. Isso cria uma câmara de ambiente de umidade semi-controlada por 6 meses a um ano, no qual a semente pode germinar e depois crescer relativamente livre da contaminação ambiental.

## Galeria

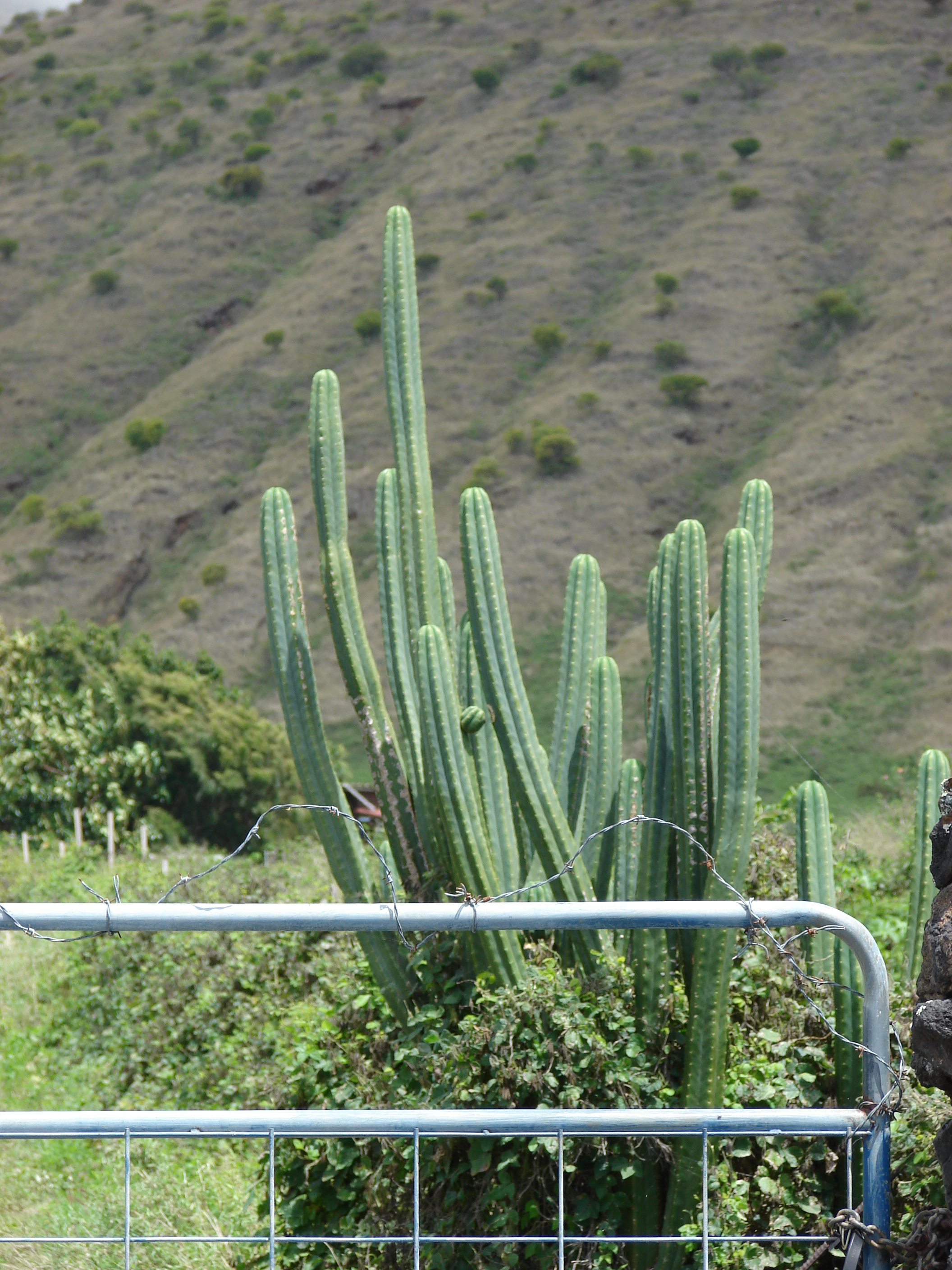
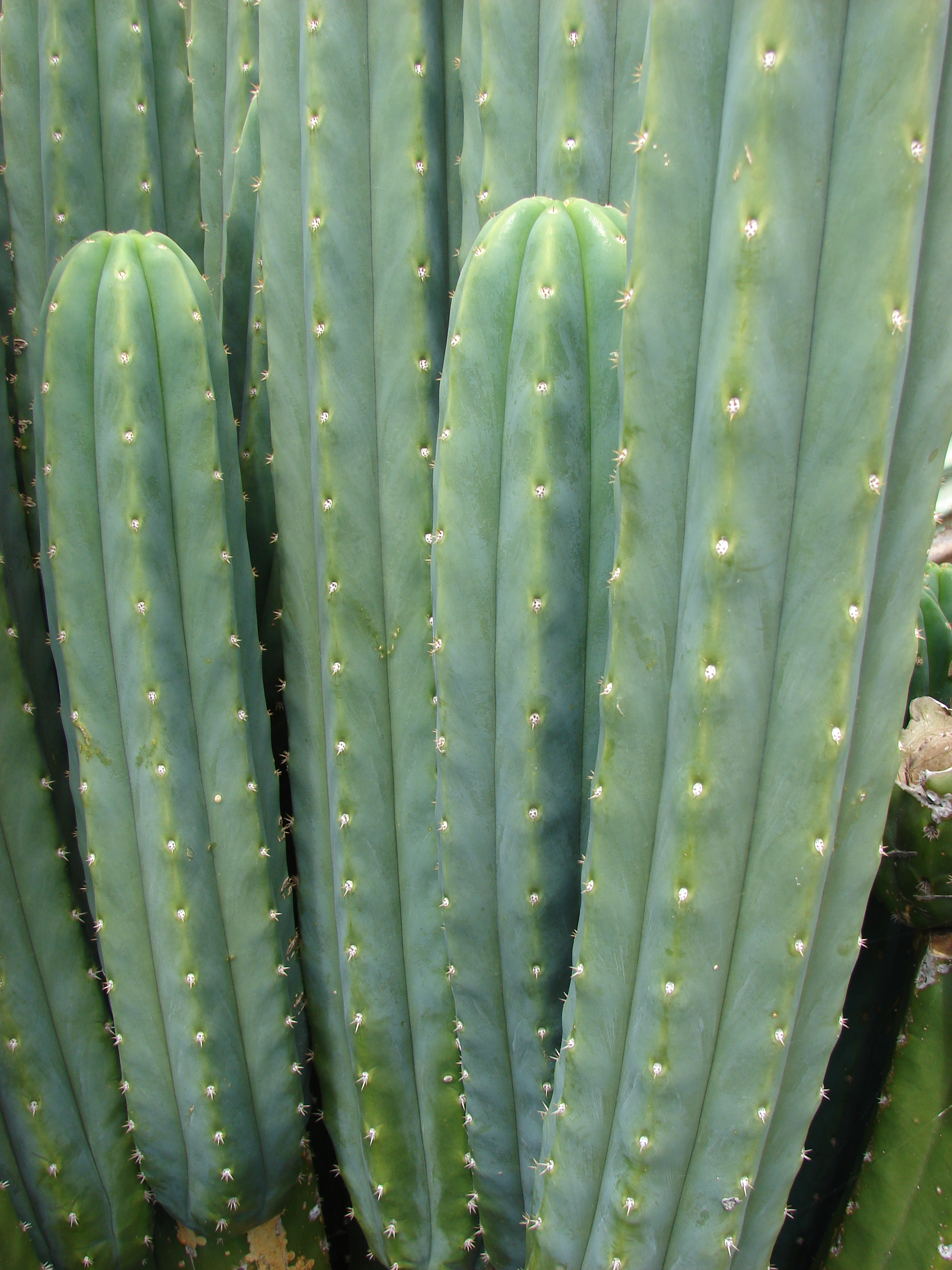
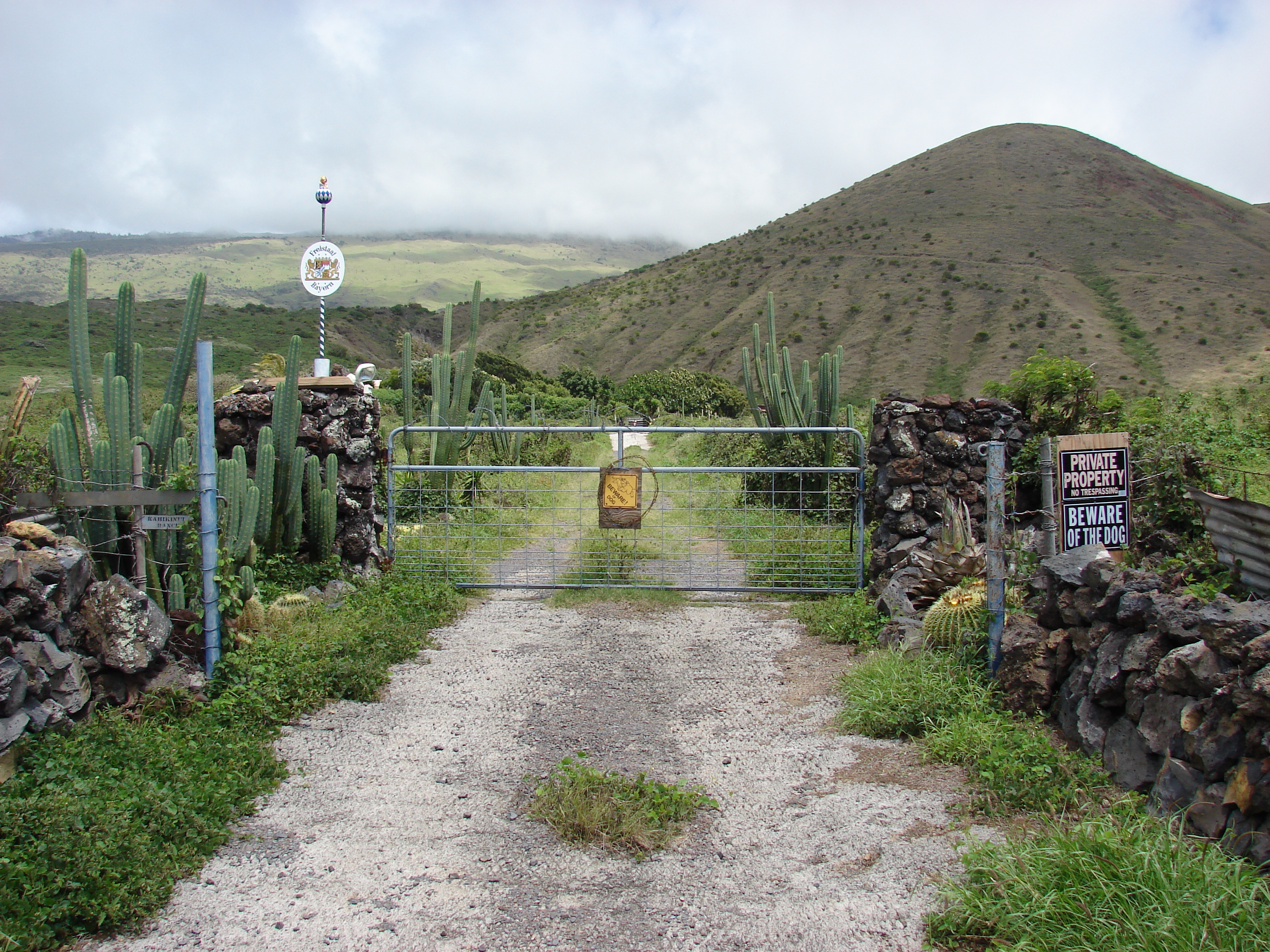
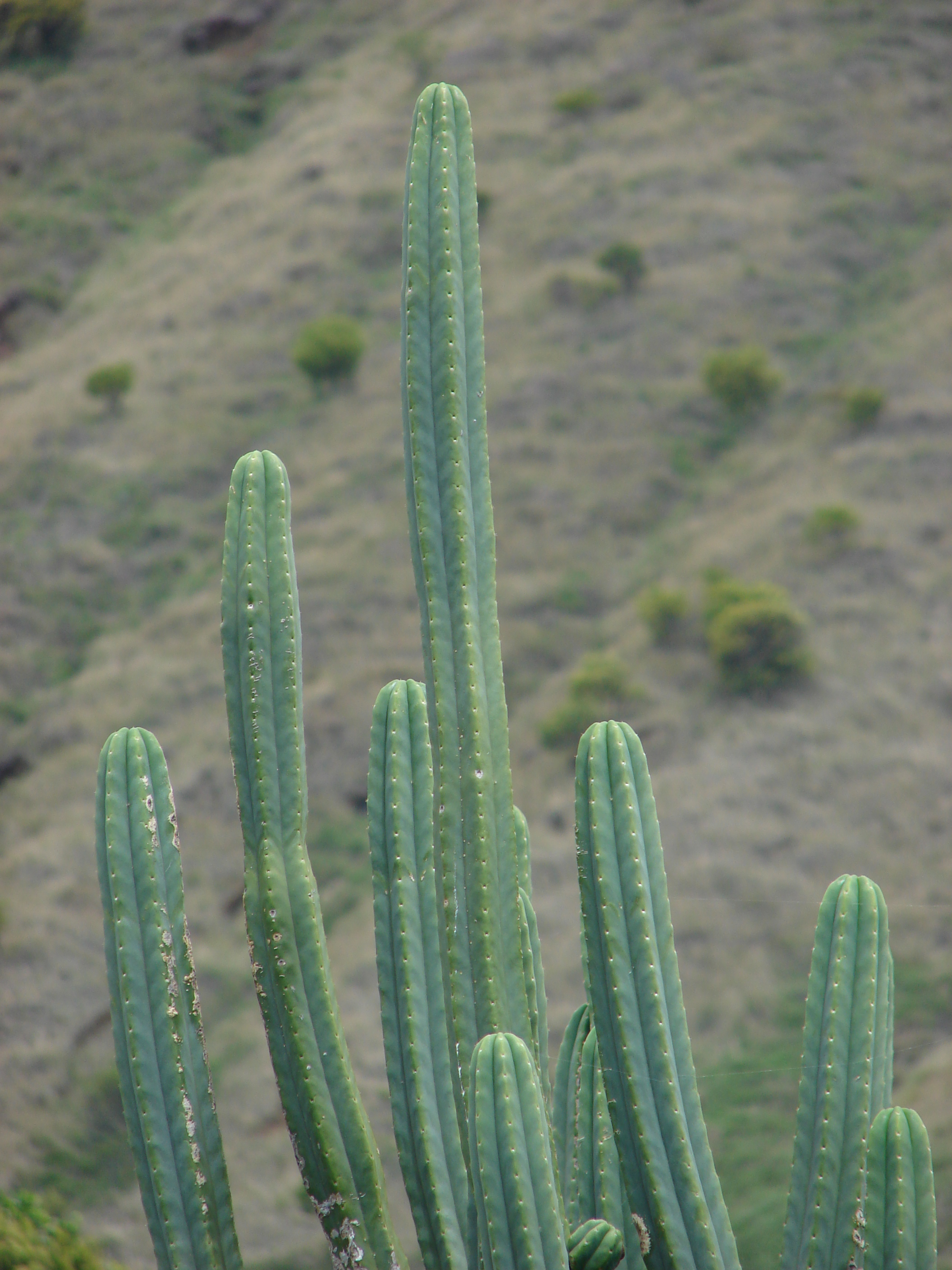
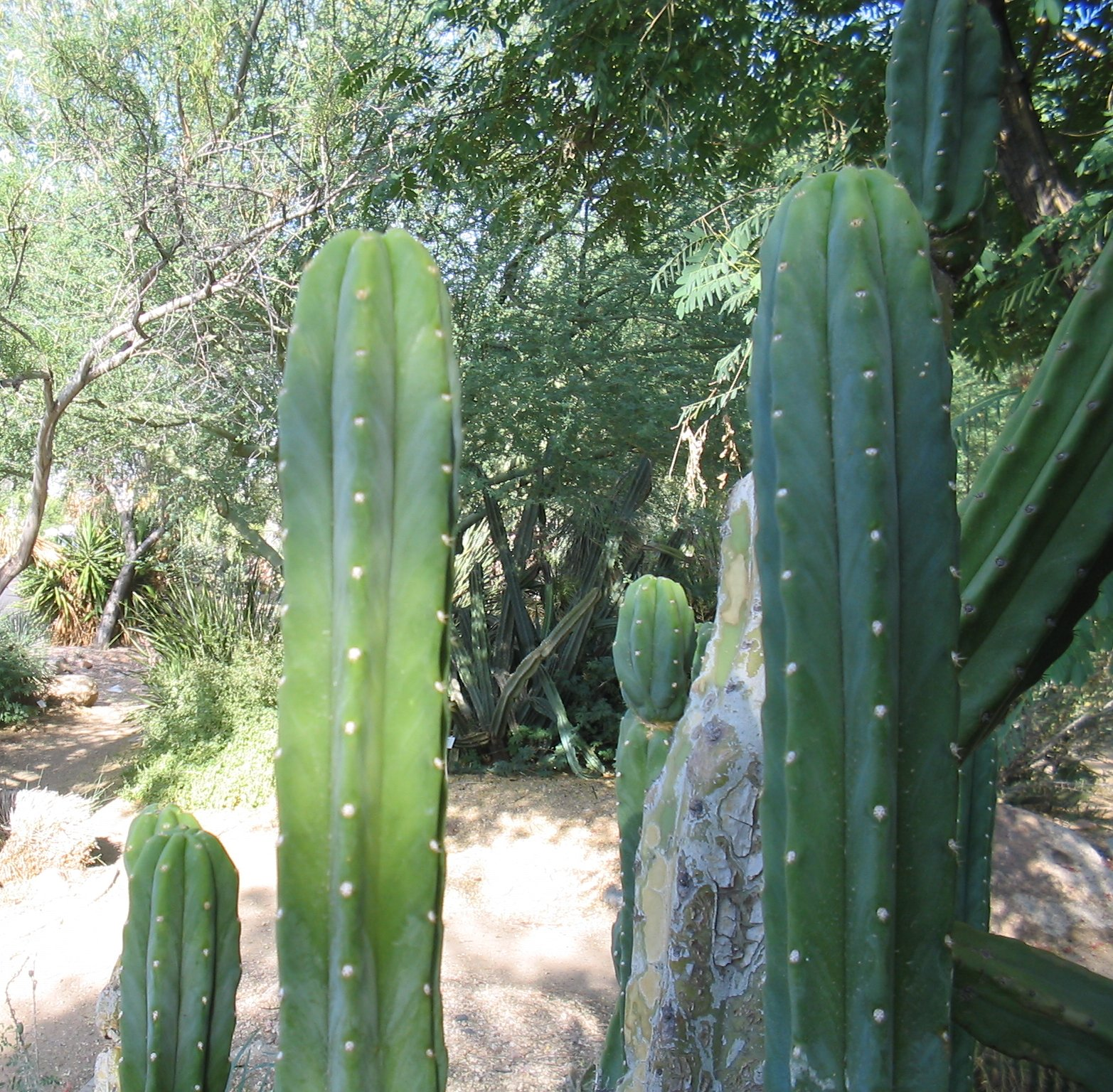
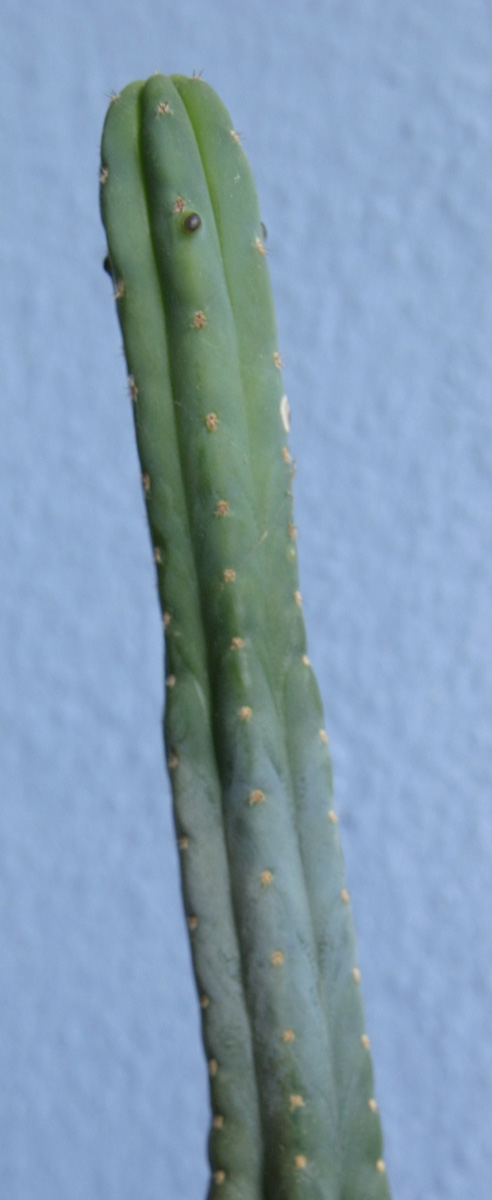
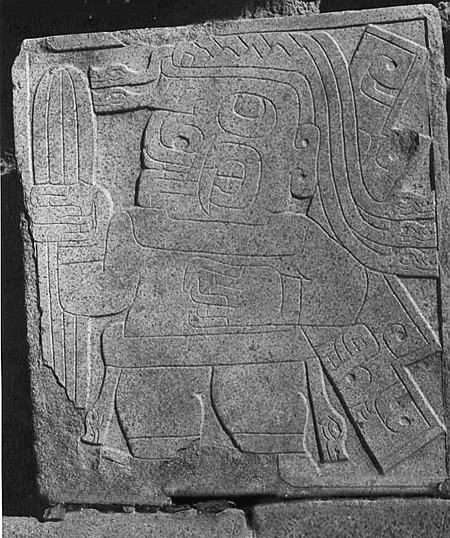
A pedra quadrada decorada com gravações mostrando uma procissão de jaguares, um deles tendo, na mão direita, o cacto de San Pedro (Echinopsis pachanoi). 1000 AC é a data provável da construção da pedra de Chavin de Huantar.
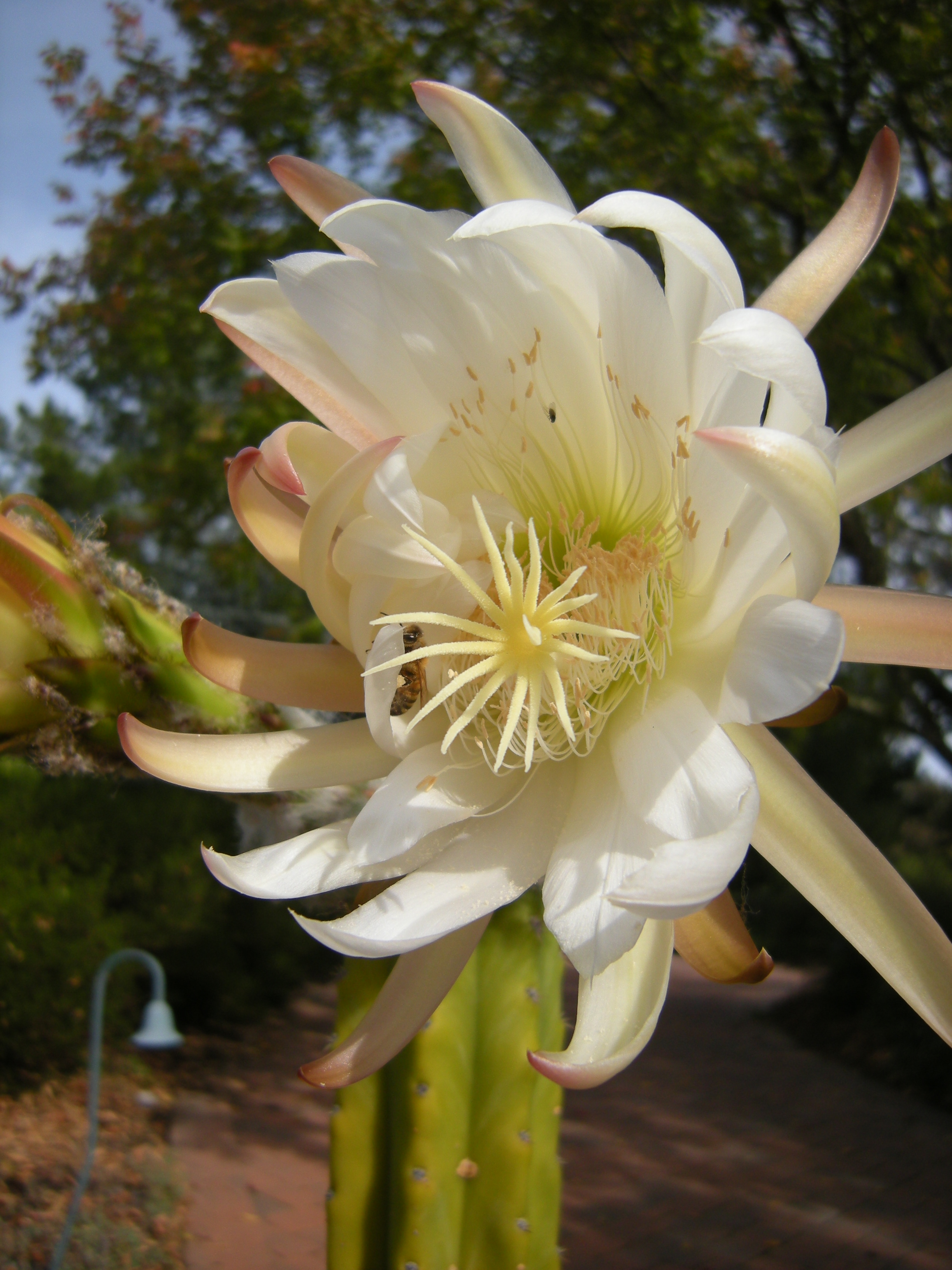
Flor do cacto Echinopsis pachanoi
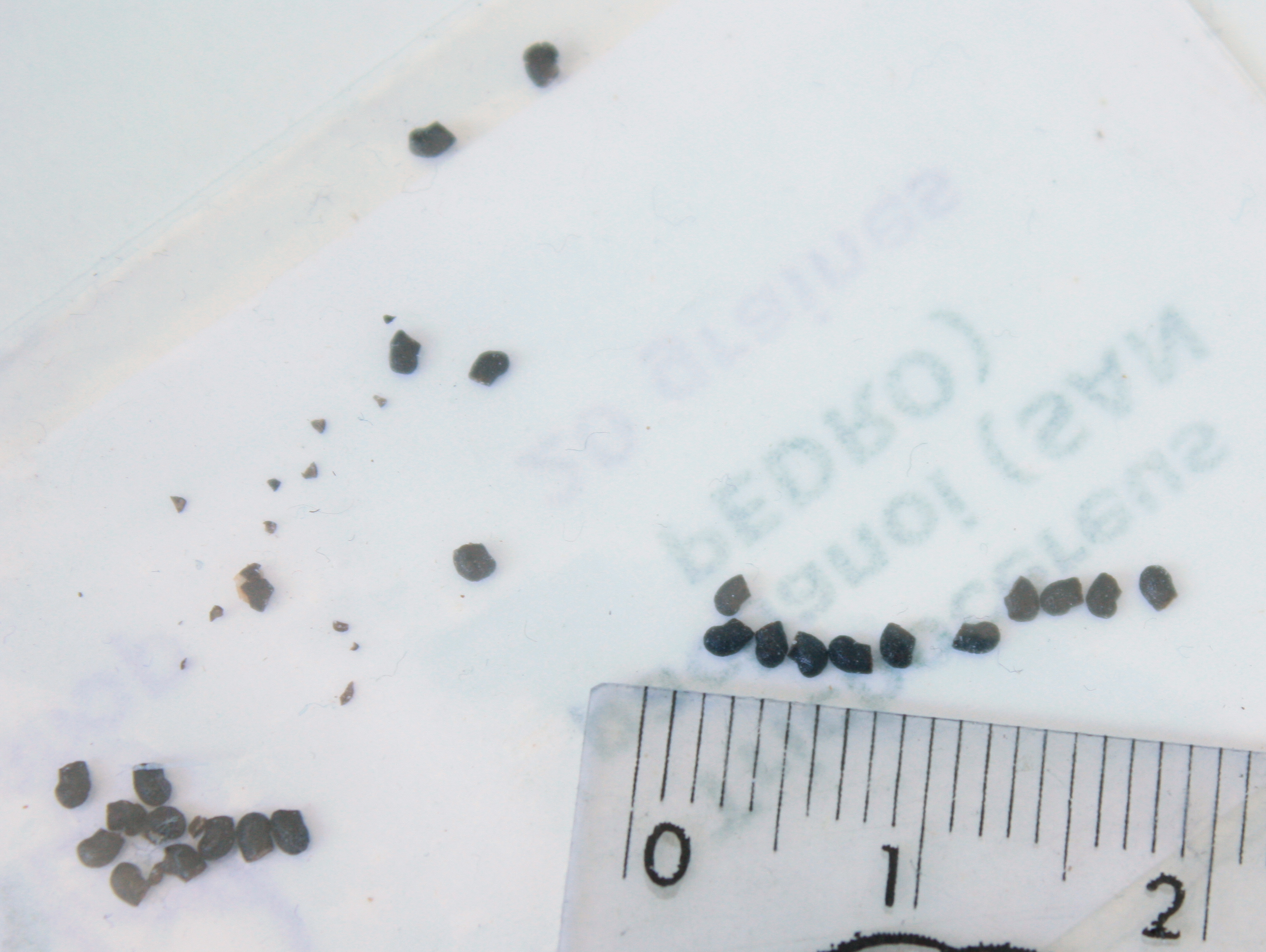
Sementes do cacto Echinopsis pachanoi
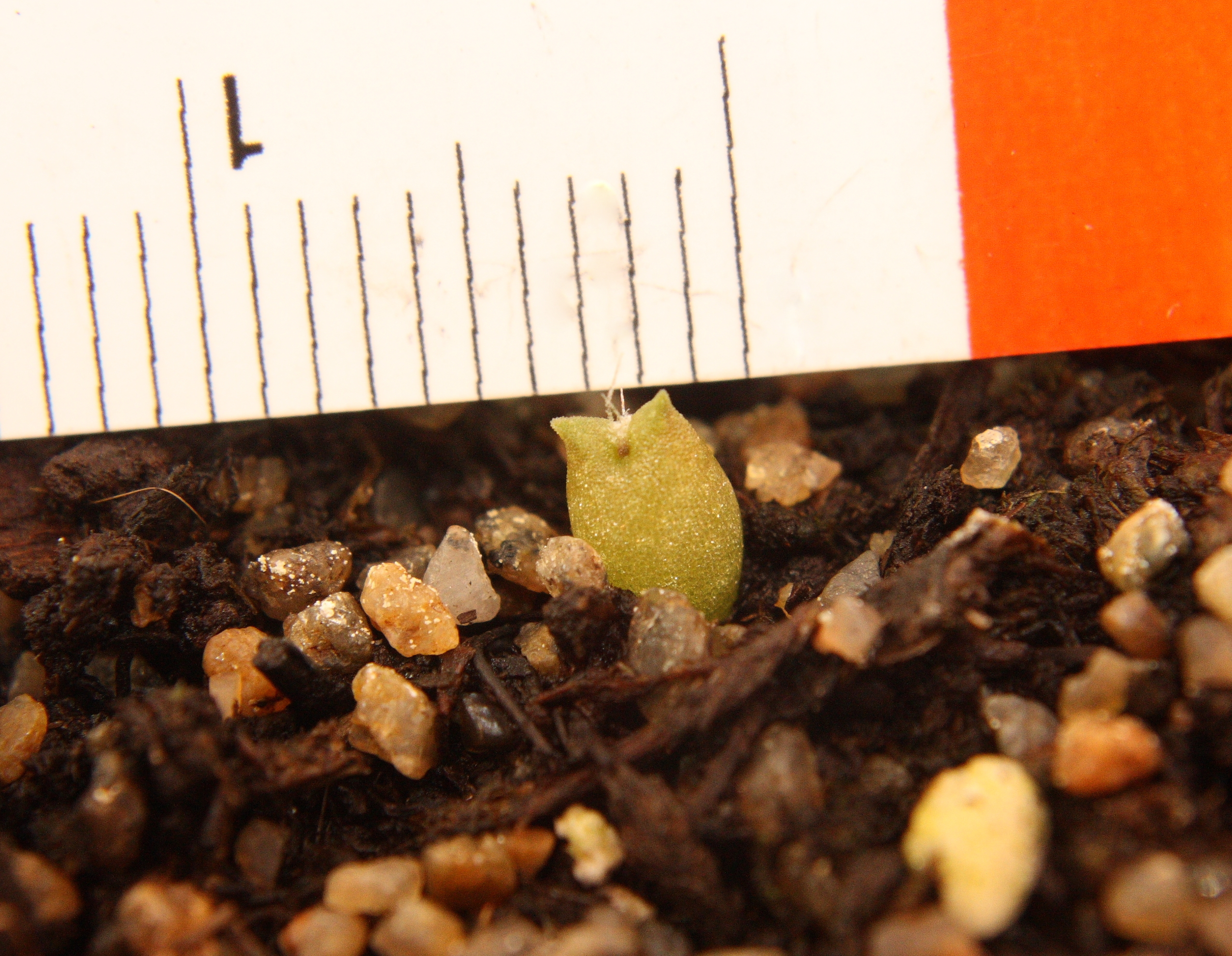
Cacto com 3 semanas do plantio por sementes
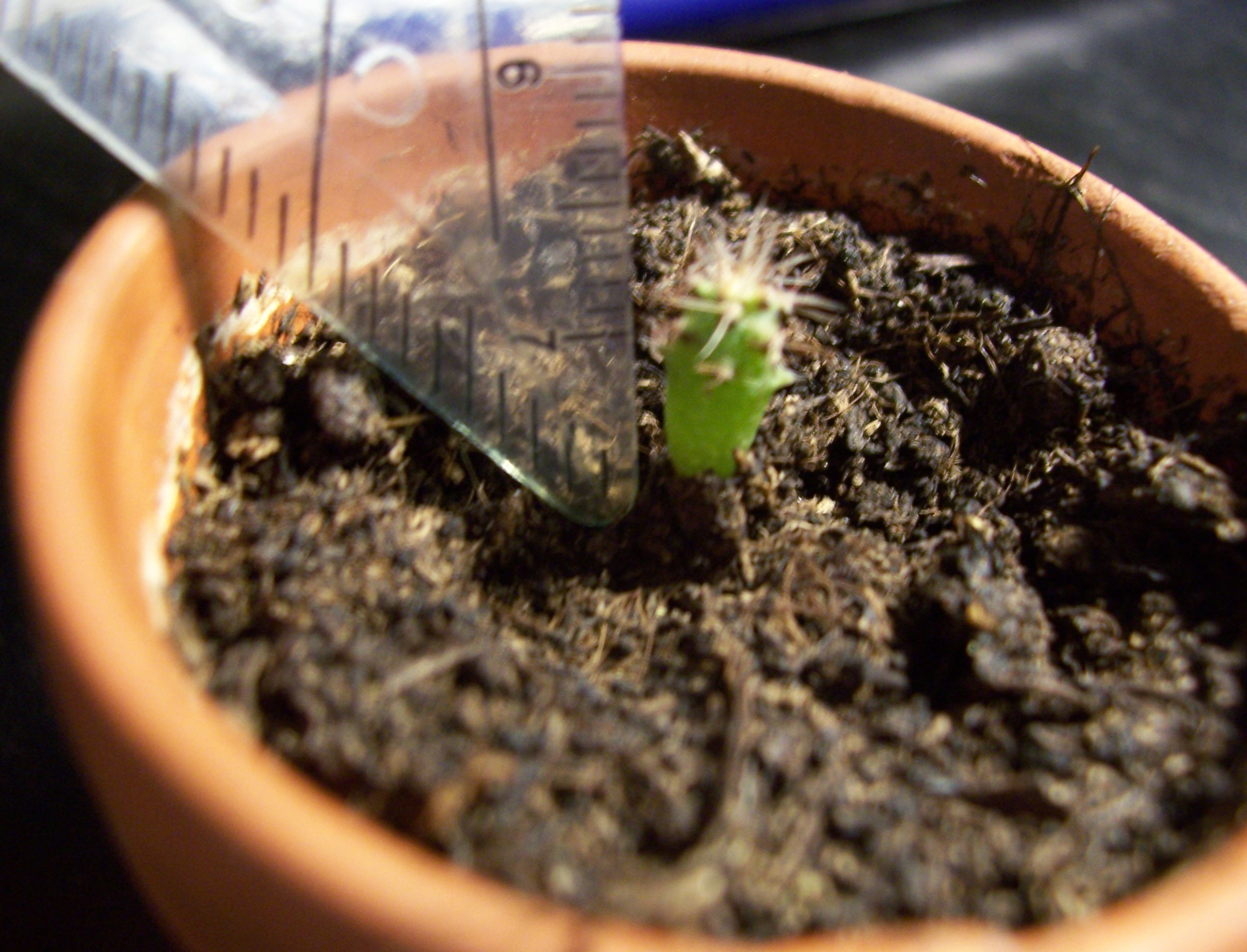
Cacto com 5 meses do plantio por sementes
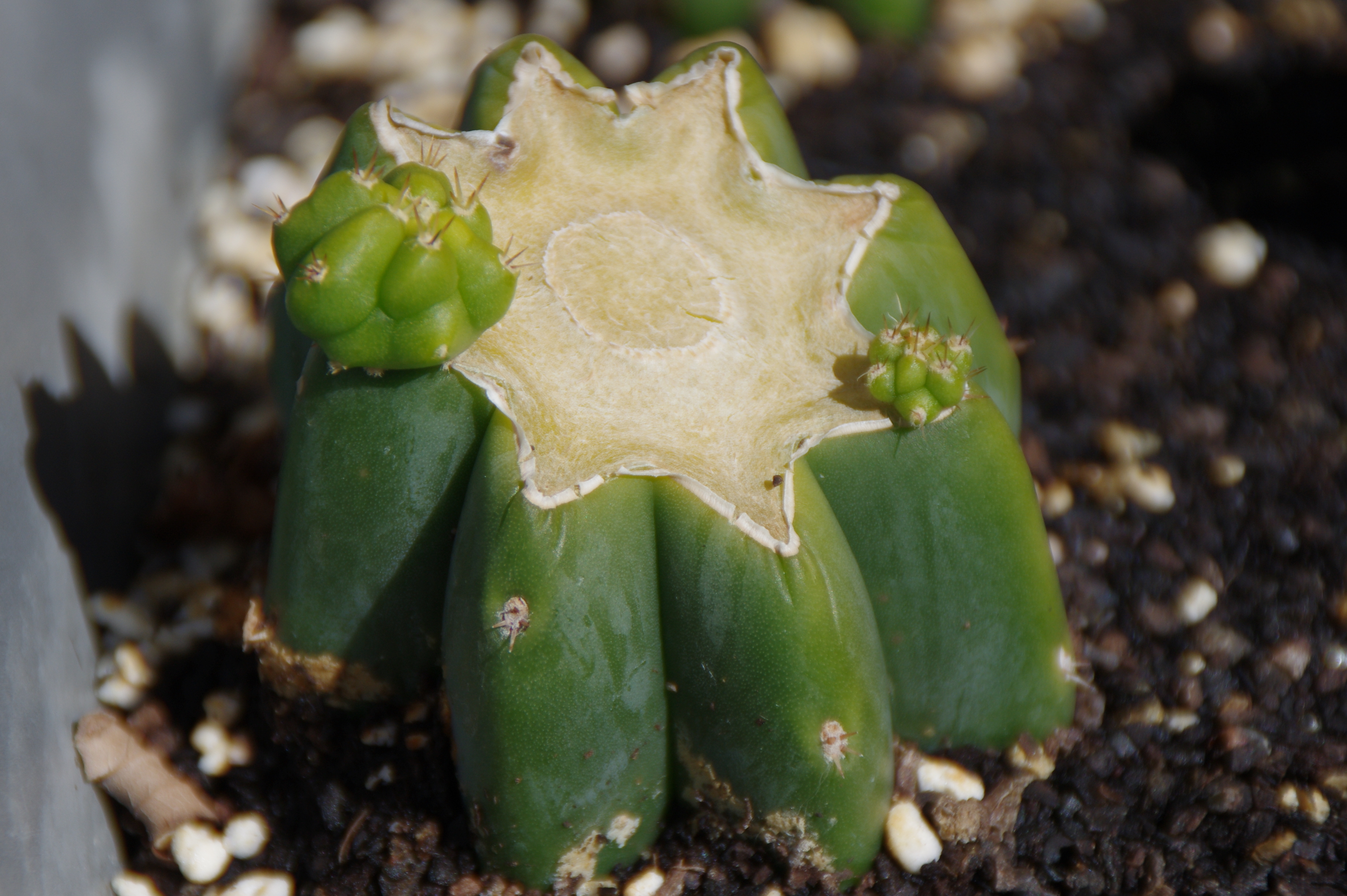
Aparencia de corte após 3 meses em cacto Echinopsis pachanoi com 8 gomos.
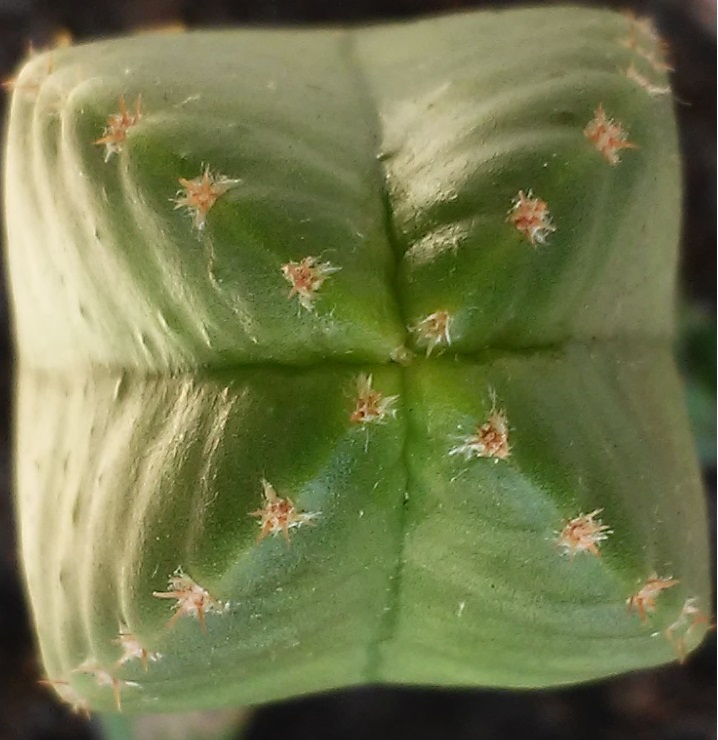
Uma visista superior da ponta de um Echinopsis pachanoi forma "quatro ventos", mostrando sua simetria radial com 4 gomos. Esta variedade é muito apreciada pelos xamãs por conter "o poder dos quatro ventos".